# Caro dittatore
Caro dittatore (Dear Dictator) è un film del 2018 scritto e diretto da Lisa Addario e Joe Syracuse. Il film è una commedia satirica interpretato da Michael Caine, Katie Holmes, Odeya Rush, Seth Green e Jason Biggs.

## Trama
Tatiana Mills è una quindicenne americana che vive una vita caotica con la madre Darlene in una casa di periferia. La madre lavora come assistente presso uno studio dentistico e ha una complessa relazione romantica con il suo capo, il dottor Charles. Tatiana diventa l'amico di penna di Anton Vincent, un noto dittatore di una nazione nei Caraibi.
Quando Vincent viene deposto dal suo stesso popolo, che insorge contro il suo governo violento e oppressivo, scompare, facendo preoccupare Tatiana per la sua sicurezza. Qualche giorno dopo arriva inaspettatamente negli Stati Uniti e cerca rifugio nel garage della casa in periferia di Tatiana. Lì sviluppa una relazione paterna con l'adolescente e la madre in difficoltà, diventando un uomo utile in casa. Nel frattempo organizza il suo ritorno come leader nella sua patria, grazie all'aiuto di forze fedeli.
Anton sposta la sua attenzione sulla vita liceale di Tatiana e sul suo desiderio di vendicarsi delle ragazze popolari che se la prendono con lei. La fa diventare una "dittatrice in formazione" e le insegna a salire al potere nella sua scuola in un modo simile alla sua ascesa al potere nei Caraibi. Alla fine i suoi piani si spingono troppo oltre, mettendolo in contrasto con Tatiana, che viene arrestata dai servizi di sicurezza per aver acquistato un carro armato e aver visionato siti che vendono armi, sospettando che sia coinvolta nel terrorismo.
La polizia interroga sia Tatiana che Darlene e perquisisce la casa, beatamente ignara che il vecchio in casa è Anton Vincent. Non vengono trovate prove e vengono rilasciate ma, al momento del rilascio, Tatiana informa la polizia che il vecchio è Vincent e viene arrestato in attesa di estradizione.

## Produzione

### Sceneggiatura
La sceneggiatura è stata inserita nella The Black List delle sceneggiature non prodotte del 2006. Sempre nel 2006, la sceneggiatura è stata presentata come lettura scenica al Nantucket Film Festival. Alfred Molina, Robert De Niro e Anthony Hopkins erano in precedenza legati al ruolo del dittatore. L'8 giugno 2016, Michael Caine e Maisie Williams sono stati annunciati come protagonisti del film.

### Cast
- Michael Caine nel ruolo del generale Anton Vincent
- Katie Holmes nel ruolo di Darlene Mills
- Odeya Rush nel ruolo di Tatiana Mills
- Seth Green nel ruolo di Dr Charles Seaver
- Jason Biggs nel ruolo di Mr Spines
- Jackson Beard nel ruolo di Denny
- Adrian Voo nel ruolo di vicino
- Fish Myrr nel ruolo di Sarvia
- Hannah Joy Brown nel ruolo di Chivas
- Jordyn Cavros nel ruolo di Gigi
- Tony Guerrero nel ruolo del pastore Ramirez
- Jay Willick nel ruolo del detective Diggs
- Dana Joyce Schiller nel ruolo di detective Spano
- Jacob Grodnik nel ruolo di Teddy

### Riprese
Le riprese principali del film sono iniziate il 29 luglio 2016 al 402 di Arlington rd. a Savannah, Georgia. Le prime fotografie di Katie Holmes e Odeya Rush che girano le scene del film sono state pubblicate su E! News il 31 luglio 2016. La produzione è terminata nell’ottobre 2016.

## Colonna sonora
La colonna sonora del film è stata composta da Sebastian Kauderer.

### Album
L’album è stato pubblicato dalla Filmtrax il 16 marzo 2018 con il titolo Dear Dictator (Original Motion Pictures Soundtrack).

#### Tracce[7]
1. La Cumbia De Los Muertos – 1:21
2. El Sueño De Darlene – 0:45
3. Hiding Al Dictador – 0:55
4. Welcome to La Revolucion – 1:44
5. Cancion De Cuna – 0:48
6. Cartas from Afar – 0:45
7. Cocina Revolucionaria – 1:32
8. Pasillo De Vecindad – 0:25
9. El Duelo – 1:12
10. El Comandante – 0:37
11. La Cara Del Mal – 2:49
12. Las Cholas – 0:42
13. Adios Mi Dictador – 2:26
14. Escuela De Rehenes – 0:25
15. El Mal De Cara – 1:13
16. Un Horrible Fraude – 2:54

## Promozione
Il primo trailer è stato pubblicato il 17 gennaio 2018.

## Distribuzione
Caro Dittatore è stato proiettato anticipatamente, con il titolo provvisorio di Coup d'Etat, al Nantucket Film Festival, al New Jersey Indie Street Film Festival, al Carmel International Film Festival e al Napa Valley Film Festival.

### Data di uscita
La Cinedigm ha distribuito il film in Nord America contemporaneamente nelle sale e in video on demand il 16 marzo 2018.

### Edizioni home video
Negli Stati Uniti d'America, la Cinedigm ha pubblicato la versione in DVD il 24 aprile 2018.

## Accoglienza

### Incassi
Il film ha incassato un totale mondiale di 9759 $.

### Critica
Il film ha ricevuto recensioni negative, ma le performance di Caine e Rush sono state elogiate. Sul sito web di recensioni Rotten Tomatoes, il film ha un rating di approvazione del 16%, sulla base di 19 recensioni, e un rating medio di 3,6/10. Su Metacritic ha un punteggio medio ponderato di 44 su 100, basato su 8 critici, che indica "recensioni miste o medie". Justin Lowe, recensore di The Hollywood Reporter, ha elogiato il film, suggerendo: "Se solo ogni crisi politica internazionale fosse così divertente".